# Smart 1
Smart #1 – elektryczny crossover klasy subkompaktowej produkowany pod chińsko-niemiecką marką Smart od 2022 roku.

## Historia i opis modelu

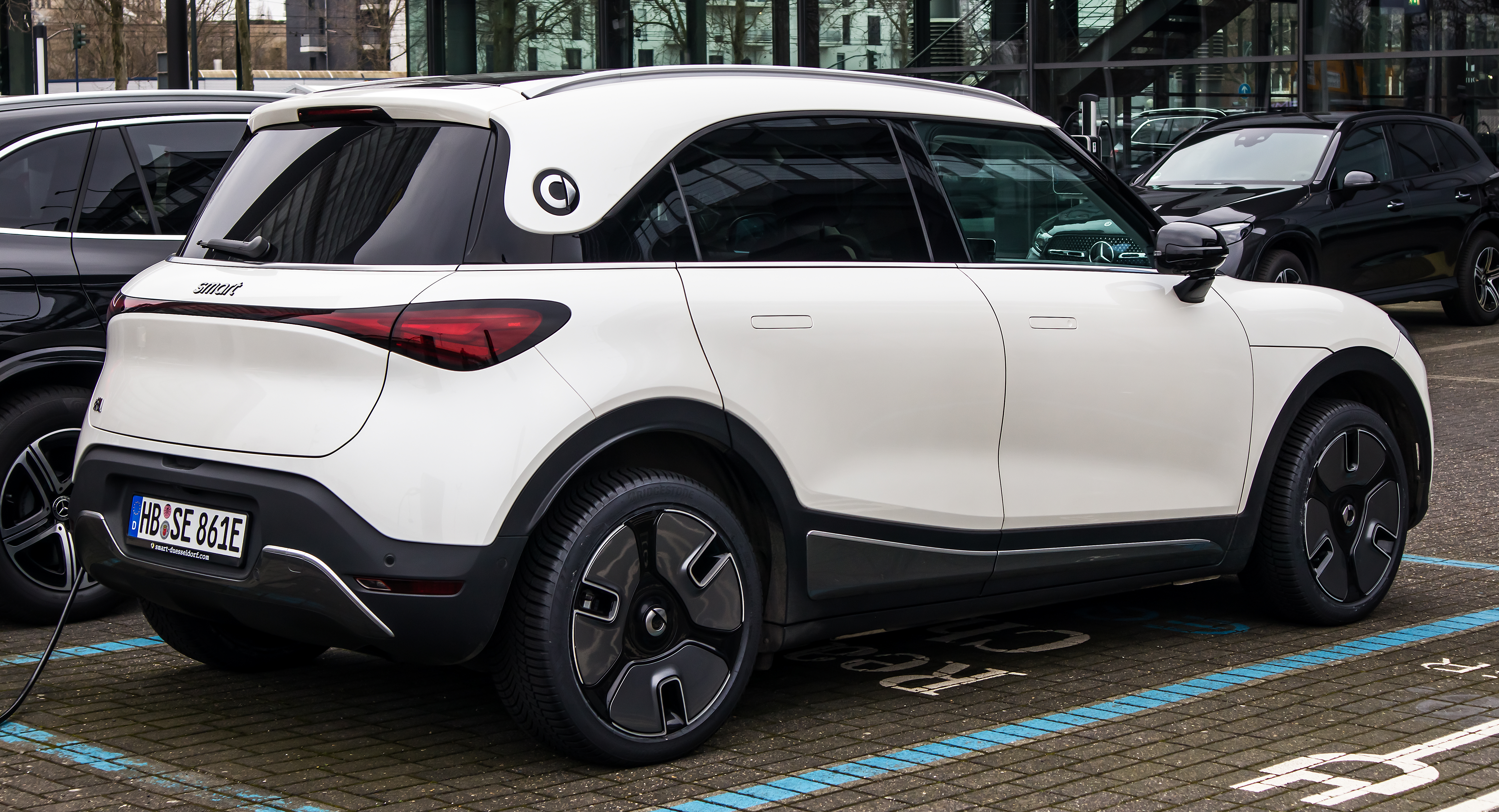
Smart #1 - tył

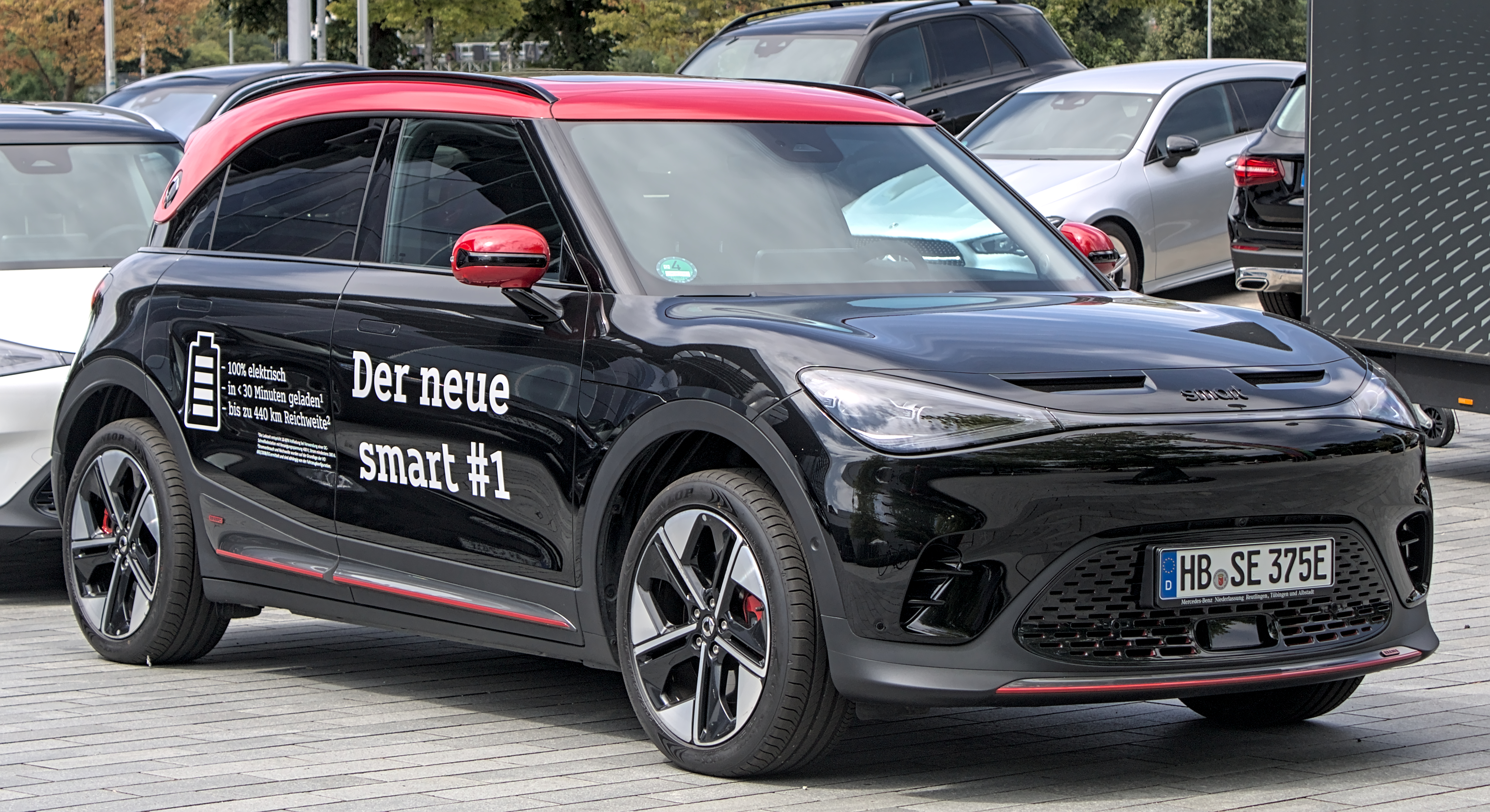
Smart #1 Brabus

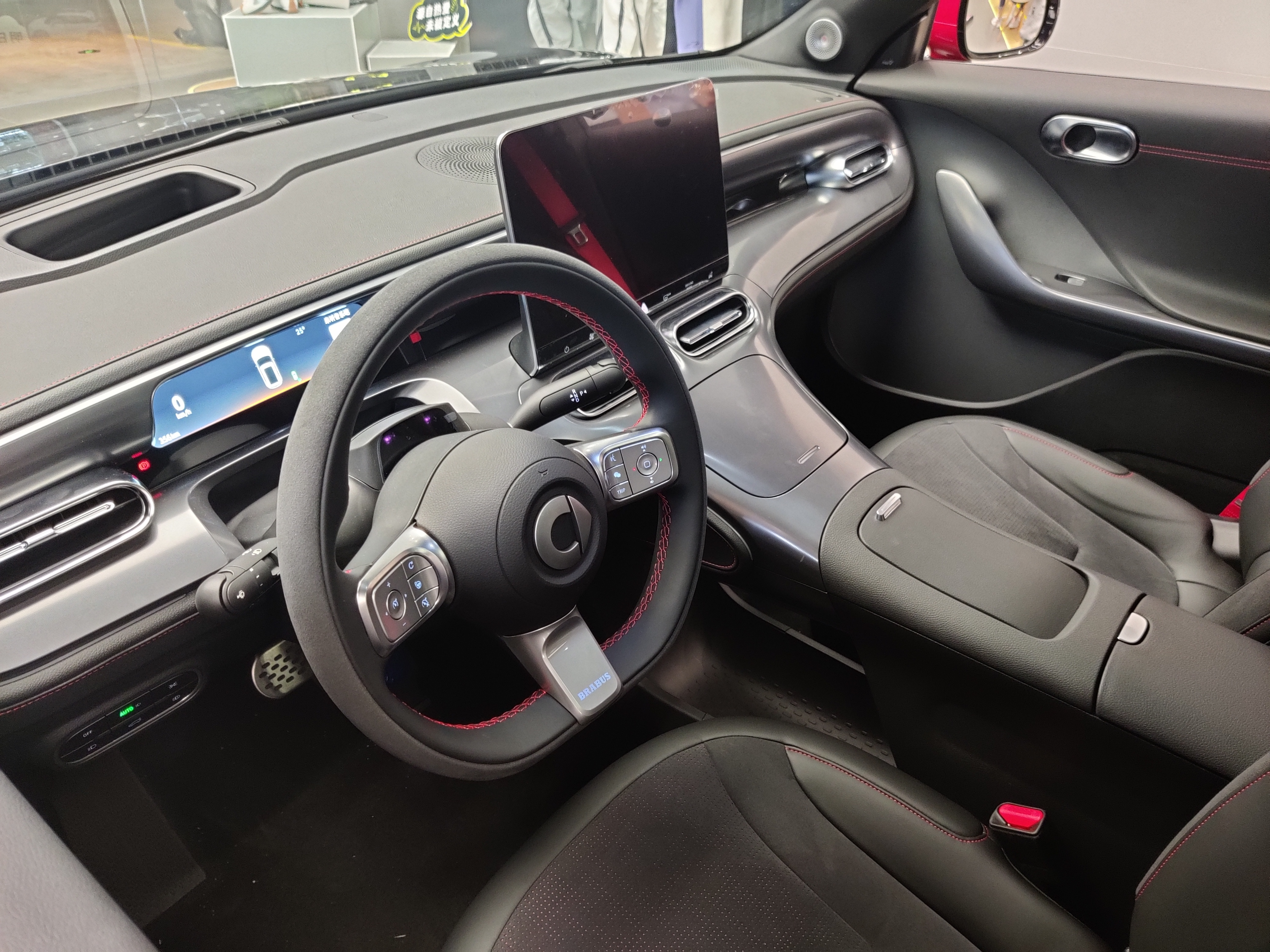
Smart #1 - kokpit

W marcu 2019 roku doszło do transformacji niemieckiej marki Smart, dotychczas należącej wyłącznie do Mercedesa. Nowy chiński współwłaściciel, koncern Geely, zapowiedział zmianę charakteru oferty z mikrosamochodów na wytwarzane lokalnie małe crossovery. We wrześniu 2021 zaprezentowane zostało studium pierwszego modelu nowego joint-venture w postaci prototypu Smart Concept #1, w obszernym zakresie zapowiadając wygląd przygotowanego do produkcji gotowego samochodu. Seryjny model o nazwie Smart #1 zadebiutował oficjalnie w kwietniu 2022 jako niewielki, 5-drzwiowy crossover będący pierwszym w historii modelem tej marki o długości przekraczającej 4 metry.
Rezultat współpracy niemieckich i chińskich konstruktorów oparty został na modułowej platformie SEA koncernu Geely. Wyróżnił się futurystyczną stylistyką zapowiedzianą przez prototyp z 2021 roku, którą opracowało biuro stylistów Mercedesa. Zarówno przód, jak i tył, przyozdobił łukowaty pas świetlny wykonany w technologii full LED. Dwubarwne nadwozie przyozdobiła płynnie zarysowana linia dachu współgrająca z bezramiennymi drzwiami oraz chowanymi klamkami. Dzięki relatywnie dużemu 275-centymetrowemu rozstawowi osi zmaksymalizowano przestrzeń w kabinie pasażerskiej, która została także doświetlona dzięki rozciągającemu się na całą długość oknu dachowemu.
Kabina pasażerska utrzymana została we wzornictwie łączącym różne kształty i nieregularne formy, w obszernym zakresie nawiązując do projektów stosowanych przez siostrzanego Mercedesa poprzez np. masywną konsolę centralną płynnie łączącą się z minimalistycznym kokpitem. Ilość przycisków na desce rozdzielczej została zminimalizowana na rzecz dużego, centralnego ekranu dotykowego o przekątnej 12,8 cala. Obsługiwany za jego pomocą system multimedialny umożliwia zdalną aktualizację oprogramowania pojazdu oraz do 70% różnych funkcji samochodu. Dla kontrastu, do dyspozycji kierowcy przed kierownicą znalazł się niewielki, podłużny i nie wystający poza obrys deski rozdzielczej kolorowy wyświetlacz cyfrowych zegarów o przekątnej 9,2 cala. Smart #1 jest samochodem 5-osobowym, który oferuje możliwość aranżacji przestrzeni drugiego rzędu siedzeń i bagażnika dzięki przesuwanej kanapie. Przedni bagażnik pod maską ma 15 litrów pojemności, a tylny - od 273 do 411 litrów przy maksymalnie odsuniętych siedziskach.

### #1 Brabus
Przejście przez Smarta z produkcji samochodów spalinowych na elektryczne nie zakończyło wieloletniej współpracy z firmą Brabus. W sierpniu 2022 ofertę elektrycznego crossovera uzupełniła topowa, usportowiona odmiana sygnowana emblematem niemieckiego tunera. Wizualnie pojazd wyróżnił się matowym, szarym lakierem, imitają wlotów powietrza przy krawędzi maski, innym wzorem alufelg, a także czerwono malowanym dachem. Układ napędowy został wzmocniony, zamiast tylnej osi napędzając obie przy łącznej mocy 440 KM i 543 Nm maksymalnego momentu obrotowego. Pozwala to rozpędzić się do 100 km/h w 3,9 sekundy i osiągnąć maksymalną prędkość 180 km/h. Bateria o pojemności 66 kWh pozwala na średni zasięg 335 kilometrów na jednym ładowaniu.

### Sprzedaż
Jako pierwszy samochód firmy, Smart #1 trafił do produkcji wyłącznie w Chinach, gdzie wyznaczono do tego zakłady w mieście Xi’an. Dostawy pierwszych egzemplarzy rozpoczęły się poczynając od chińskiego rynku pod koniec września 2022, poszerzając zasięg o Europę Zachodnią w pierwszym kwartale 2023 roku i Azję Wschodnią z końcem tego samego roku. Polski importer samochodów marki Smart nie zdecydował się na rozpoczęcie regularnej sprzedaż elektrycznego crossovera.

### Dane techniczne
Smart #1 jest samochodem w pełni elektrycznym, którego napęd tworzy silnik przenoszący moc na oś tylną przy mocy 272 KM i 343 Nm maksymalnego momentu obrotowego. Pozwala to na prędkość maksymalną 180 km/h i sprint od 0 do 100 km/h w 6,7 sekundy. Akumulator o pojemności 66 kWh pozwala na przejechanie na jednym ładowaniu ok. 420-440 kilometrów w cyklu mieszanym według norm WLTP. Uzupełnienie akumulatora od 0% do 80% ma zająć dzięki szybkim ładowarkom 150 kW mniej niż 30 minut.